# Utrillas
Utrillas est une commune d’Espagne, dans la province de Teruel, communauté autonome d'Aragon. Située dans la Comarque Cuencas Mineras dont elle est le chef-lieu.